# Jason Bourne (soundtrack)
Jason Bourne is de originele soundtrack van de Amerikaanse film Jason Bourne uit 2016.
De soundtrack werd op 29 juli 2016 gereleaset door Back Lot Music. De filmmuziek werd gecomponeerd door John Powell en David Buckley. Moby nam net zoals de twee voorgaande Bourne-films een nieuwe versie op van zijn single Extreme Ways uit 2002, die te horen zal zijn tijdens de aftiteling van de film.

## Nummers
1. I Remember Everything (2:08)
2. Backdoor Breach (3:56)
3. Converging in Athens (4:20)
4. Motorcycle Chase (8:57)
5. A Key to the Past (1:42)
6. Berlin (2:02)
7. Decrypted (5:32)
8. Flat Assault (2:50)
9. Paddington Plaza (6:48)
10. White Van Plan (2:48)
11. Las Vegas (2:50)
12. Following The Target (2:48)
13. Strip Chase (5:48)
14. An Interesting Proposal (2:10)
15. Let Me Think About It (2:26)
16. Extreme Ways (Jason Bourne)  – Moby (4:55)

## Hitnoteringen

### VlaamseUltratop 200 Albums
| Hitnotering: 20-08-2016 | Hitnotering: 20-08-2016 | Hitnotering: 20-08-2016 |
| Week:                   | 1                       |                         |
| ----------------------- | ----------------------- | ----------------------- |
| Positie:                | 193                     | uit                     |